# 小行星6713
小行星6713（6713 Coggie）是一颗绕太阳运转的小行星，为主小行星带小行星。该小行星于1990年5月21日发现。

## 轨道参数
小行星6713的轨道半长轴为2.3433384 UA，离心率为0.080。